# Xã Wilson, Quận Stone, Arkansas
Xã Wilson (tiếng Anh: Wilson Township) là một xã thuộc quận Stone, tiểu bang Arkansas, Hoa Kỳ. Năm 2010, dân số của xã này là 198 người.